# Rue de l'Empereur-Julien
La rue de l'Empereur-Julien est une voie du 14e arrondissement de Paris, en France.

## Situation et accès
La rue de l'Empereur-Julien est une voie privée située dans le 14e arrondissement de Paris. Elle débute au 7, rue de l'Empereur-Valentinien et se termine au 6, rue des Berges-Hennequines.
Elle donne accès au jardin Marie-Thérèse-Auffray.

## Origine du nom
Cette voie porte le nom l’empereur romain Julien (331-363) qui prend, à partir de 357, ses quartiers pendant plusieurs hivers successifs à Lutèce.

## Historique

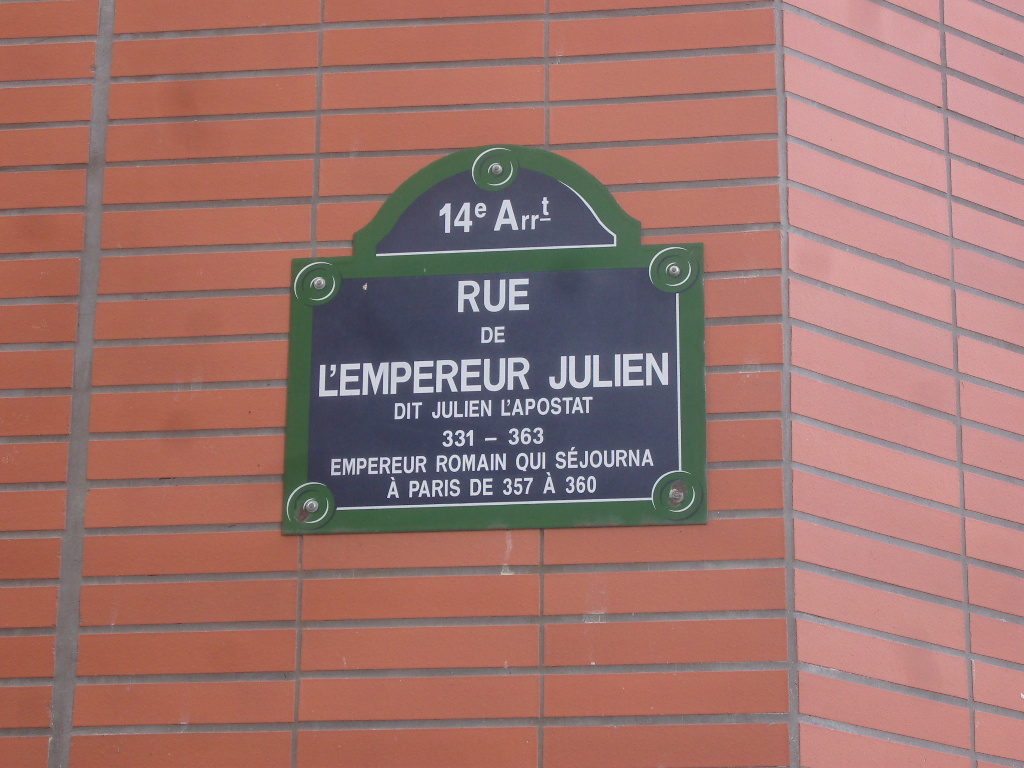
Plaque de rue de la rue de l’Empereur-Julien.

La voie est créée dans le cadre de l'aménagement de la ZAC Alésia-Montsouris sous le nom provisoire de « voie BI/14 » et prend sa dénomination actuelle par arrêté municipal du 30 janvier 2001.